# Дернанкур
Дернанкур (фр. Dernancourt) насеље је и општина у североисточној Француској у региону Пикардија, у департману Сома која припада префектури Перон.
По подацима из 2011. године у општини је живело 442 становника, а густина насељености је износила 66,67 становника/km². Општина се простире на површини од 6,63 km². Налази се на средњој надморској висини од 46 метара (максималној 107 m, а минималној 39 m).

## Демографија
| 1962. | 1968. | 1975. | 1982. | 1990. | 1999. | 2011. |
| ----- | ----- | ----- | ----- | ----- | ----- | ----- |
| 305   | 345   | 401   | 501   | 472   | 437   | 442   |

График промене броја становника у току последњих година